# عبد الرحمن بن حميدة
عبد الرحمن بن حميدة (ولد في 21 أكتوبر 1931 دليس ، توفي يوم 5 سبتمبر 2010 في الجزائر العاصمة )، ثوري جزائري في حرب استقلال الجزائر مسك بين عامي 1962 و1963، مع استقلال الجزائر، منصب أول وزير التربية الوطنية.

## سيرة
بعد دراسات في المدرسة الفرنسية المسلمة في بن عكنون ومعهد للتعليم العالي الإسلامي، تلتزم عبد الرحمن Benhamida في عام 1955 في جيش التحرير الوطني كمقاتل (Fidai) في الجزائر العاصمة. تم تعيينه في أواخر عام 1956 مفوضًا سياسيًا لمنطقة الحكم الذاتي بالجزائر، مكلفًا بتنسيق النشرة الداخلية، وتم اعتقاله في 15 أكتوبر 1957، في نهاية معركة الجزائر العاصمة. حوكم وحكم عليه بالإعدام في 3 يوليو 1958 من قبل المحكمة العسكرية في الجزائر، لكنه حصل على عفو رئاسي في عام 1959 مع مجيء الجمهورية الفرنسية الخامسة. تم اعتقاله في سركاجي ثم في برواجية، وتم نقله إلى إيل دي ري (فرنسا). سيصدر في عام 1962 بعد اتفاقات إيفيان.
انتخب نائبا لقسطنطينة في الجمعية التأسيسية، ثم أول وزير التربية الوطنية للجزائر المستقلة (1962-1963). ثم تقاعد من السياسة وترأس المجتمع الوطني، جمعية مواد البناء (SNMC).

بعد أحداث أكتوبر 1988، شارك مع رفاقه السابقين (بن يوسف بن خدة ظاهر Ihaddadène، طاهر قايد، محفوظ Kaddache...) إنشاء حركة «إل الأمة»، الذي يحدد هدف إعلان 1 نوفمبر، وهذا هو القول: 
. هدف «الأمة» هو العمل من أجل تجمع بين الإسلاميين والقوميين لصالح مشروع المجتمع الإسلامي.

## مؤلفات
- تاريخ ملحمة نشيد “قسماً”،ألفا للنشر،2011،133 ص[6]

## قائمة المراجع
- Dictionnaire de la révolution algérienne (1954-1962). Casbah Éditions. 2004. ISBN:9961644786. {{استشهاد بكتاب}}: تحقق من التاريخ في: |تاريخ الوصول= (مساعدة)، الوسيط |الأول= يفتقد |الأخير= (مساعدة)، والوسيط |تاريخ الوصول بحاجة لـ |مسار= (مساعدة)  Dictionnaire de la révolution algérienne (1954-1962). Casbah Éditions. 2004. ISBN:9961644786. {{استشهاد بكتاب}}: تحقق من التاريخ في: |تاريخ الوصول= (مساعدة)، الوسيط |الأول= يفتقد |الأخير= (مساعدة)، والوسيط |تاريخ الوصول بحاجة لـ |مسار= (مساعدة)  Dictionnaire de la révolution algérienne (1954-1962). Casbah Éditions. 2004. ISBN:9961644786. {{استشهاد بكتاب}}: تحقق من التاريخ في: |تاريخ الوصول= (مساعدة)، الوسيط |الأول= يفتقد |الأخير= (مساعدة)، والوسيط |تاريخ الوصول بحاجة لـ |مسار= (مساعدة)